# Shula Rijxman
Shulamith Juliëtte (Shula) Rijxman (Bussum, 21 september 1959) is een Nederlands politicus en voormalig omroepbestuurder en mediaproducent. Van 1 juni 2022 tot en met 21 februari 2023 was zij wethouder voor D66 in de gemeente Amsterdam. Van 2016 tot en met 2021 was zij bestuursvoorzitter van de Stichting Nederlandse Publieke Omroep (NPO).

## Loopbaan
Rijxman is werkzaam geweest in journalistiek en communicatie en werd in 1993 commercieel manager bij communicatiebureau Martsell Productpresentaties. In 1996 werd zij daar general manager en eigenaar. In 2001 werd Martsell overgenomen door IDTV, waarna zij bij dat mediabedrijf manager Events & Promotions werd. In 2003 werd ze commercieel directeur. In 2010 werd Rijxman benoemd tot bestuursvoorzitter van IDTV.

### Publieke Omroep
Begin 2012 maakte Rijxman de overstap naar de Nederlandse Publieke Omroep (NPO), waar ze aantrad als lid van de raad van bestuur, naast Henk Hagoort (voorzitter) en Ruurd Bierman. In het voorjaar van 2016 werd zij waarnemend bestuursvoorzitter van de NPO, toen Hagoort zijn vertrek aankondigde. Per 1 september dat jaar werd zij definitief NPO-voorzitter, en daarmee de eerste vrouwelijke voorzitter.
Rijxman zag zich in de loop van 2018 geconfronteerd met bezuinigingen vanuit politiek Den Haag. Zij heeft zich hard gemaakt om deze bezuinigingen terug te draaien. Uiteindelijk werd het totaal aan bezuinigingen op het jaarbudget van 68 miljoen euro, dankzij een compensatiebedrag van 40 miljoen, teruggebracht tot 22 miljoen.  
Rijxman is een voorstander van het reclamevrij maken van de publieke zenders. In haar nieuwjaarsspeech van 17 januari 2019 bracht ze dit wederom onder de aandacht: 'Wat mij betreft gaan we in Hilversum en Den Haag kijken hoe we die financiële afhankelijkheid van reclame stapsgewijs kunnen afbouwen.' 

In september 2021 werd Frederieke Leeflang aangesteld als Rijxmans opvolgster bij de NPO per 1 januari 2022. Vanaf 1 januari 2022 was zij voor de duur van vier maanden executive producer voor de NPO voor een speciaal project over racisme/discriminatie/diversiteit.
Op 24 november 2021 ontving Rijxman uit handen van CU-minister Arie Slob de onderscheiding ridder in de Orde van Oranje-Nassau wegens bijzondere verdiensten jegens de samenleving.

### Politieke carrière
Op 25 mei 2022 werd bekendgemaakt dat Rijxman was voorgedragen voor de post van wethouder in de gemeente Amsterdam voor D66. Op 1 juni 2022 werd zij als zodanig benoemd. Zij had de portefeuilles Zorg en maatschappelijke ontwikkeling, Publieke gezondheid & Preventie, ICT en Digitale stad, Lokale Media, en Deelnemingen. Deze functie bleek niet goed bij haar te passen, waardoor zij besloot per direct te vertrekken op 21 februari 2023.

## Nevenfuncties
Rijxman is actief als bestuurder van  Efficace B.V., een pr-bedrijf. Vanuit het wethouderschap van Amsterdam was zij actief als bestuurder bij de GGD Amsterdam-Amstelland, de Taskforce Wonen en Zorg, de Omgevingsdienst Noordzeekanaalgebied en Veilig Thuis.

## Persoonlijk
De actrice Lineke Rijxman is een zus van Shula Rijxman. In maart 2018 werd er een tumor aangetroffen in de hals van Shula Rijxman. Na een aantal maanden ziekteverlof ging ze weer aan het werk.
Erik Jurgens (1975-1985) · Pieter van Dijke (1985-1988) · Joop van der Reijden (1988-1990) · Pieter van Dijke (wnd. 1990-1991) · Max de Jong (1991-1993) · André van der Louw (1994-1997) · Gerrit Jan Wolffensperger (1998-2003) · Harm Bruins Slot (2003-2008) · Henk Hagoort (2008-2016) · Shula Rijxman (2016-2022) · Frederieke Leeflang (2022-2025)